# ميراف ميخائيلي
ميراف ميخائيلي (بالعبرية: מרב מיכאלי؛ ولدت في 24 نوفمبر 1966) مذيعة إذاعية وتلفزيونية وناشطة وصحيفية سابقة إسرائيلية وعضو في الكنيست الإسرائيلي عن حزب الاتحاد الصهيوني.

## روابط خارجية
- ميراف ميخائيلي على موقع IMDb (الإنجليزية)